# Nati nel 1919/Maggio
| Questa pagina contiene informazioni ricavate automaticamente dalle voci biografiche con l'ausilio del template Bio e di un bot. L'aggiornamento è periodico e automatico e ricostruisce completamente la pagina. Se manca una persona in questa lista, sei pregato di non aggiungerla, ma accertati piuttosto che la sua voce biografica contenga il template Bio e che i dati anagrafici siano correttamente compilati. Se il template Bio manca, inseriscilo tu stesso o, in alternativa, metti l'avviso {{tmp\|Bio}} che ne segnala la mancanza. Se i dati riportati sono sbagliati, correggi direttamente la voce biografica; le modifiche saranno visibili in questa lista entro pochi giorni. Per chiarimenti vedi il progetto biografie. La lista contiene solo le 122 persone che sono citate nell'enciclopedia e per le quali è stato implementato correttamente il template Bio. Pagina aggiornata al 18 ago 2025. |

- 1º maggio - Phyllis Adair, attrice statunitense († 1990)
- 1º maggio - Domenico Buccini, politico italiano († 2008)
- 1º maggio - Manna Dey, cantante indiano († 2013)
- 1º maggio - Mohammed Karim Lamrani, politico marocchino († 2018)
- 1º maggio - Guido Malatesta, regista cinematografico, sceneggiatore e giornalista italiano († 1970)
- 1º maggio - John Meredyth Lucas, produttore cinematografico, sceneggiatore e regista statunitense († 2002)
- 1º maggio - Win Mortimer, fumettista canadese († 1998)
- 1º maggio - Dan O'Herlihy, attore irlandese († 2005)
- 2 maggio - Umberto Guarnieri, calciatore italiano († 1973)
- 2 maggio - Louis-Georges Niels, bobbista belga († 2000)
- 2 maggio - Than Wyenn, attore statunitense († 2015)
- 3 maggio - Reg Allen, calciatore inglese († 1976)
- 3 maggio - Florencio Caffaratti, allenatore di calcio e calciatore argentino († 2001)
- 3 maggio - Traute Lafrenz, attivista e medica tedesca († 2023)
- 3 maggio - Pete Seeger, cantautore e compositore statunitense († 2014)
- 4 maggio - Carla Henius, mezzosoprano e contralto tedesco († 2002)
- 4 maggio - Tony Jacquot, attore francese († 2007)
- 4 maggio - Hildegard Neumann, militare tedesca († 2011)
- 5 maggio - Gilles Andriamahazo, politico e generale malgascio († 1989)
- 5 maggio - Tony Canadeo, giocatore di football americano statunitense († 2003)
- 5 maggio - Geōrgios Papadopoulos, militare e politico greco († 1999)
- 5 maggio - Renzo Pini, calciatore italiano († 1996)
- 5 maggio - Mindaugas Šliūpas, cestista lituano († 1979)
- 6 maggio - Regana De Liguoro, attrice italiana († 1948)
- 6 maggio - Alejandro Finisterre, poeta, inventore e editore spagnolo († 2007)
- 6 maggio - André Guelfi, pilota automobilistico francese († 2016)
- 6 maggio - Vincenzo Verrastro, politico italiano († 2004)
- 6 maggio - Francesco Verrotti, militare italiano († 1941)
- 7 maggio - Atila Kelemen, pallanuotista rumeno († 1994)
- 7 maggio - Evita Perón, attrice, politica e sindacalista argentina († 1952)
- 7 maggio - Ferruccio Pizzigoni, militare italiano († 1943)
- 7 maggio - Boris Abramovič Sluckij, poeta sovietico († 1986)
- 7 maggio - Gavrila Törok, pallanuotista rumeno
- 8 maggio - Stanislav Andreski, sociologo polacco († 2007)
- 8 maggio - Lex Barker, attore statunitense († 1973)
- 8 maggio - Leon Festinger, psicologo e sociologo statunitense († 1989)
- 8 maggio - Vasco Presentati, partigiano italiano († 1945)
- 8 maggio - Carlo Vivarelli, designer svizzero († 1986)
- 9 maggio - Donald Haines, attore statunitense († 1943)
- 10 maggio - Tamara Ivanovna Alëšina, attrice sovietica († 1999)
- 10 maggio - Daniel Bell, sociologo statunitense († 2011)
- 10 maggio - Shigeru Chiba, giocatore di baseball e allenatore di baseball giapponese († 2002)
- 10 maggio - Vittorio Dagianti, calciatore e allenatore di calcio italiano († 1994)
- 10 maggio - Ella Grasso, politica statunitense († 1981)
- 10 maggio - Peter Maag, direttore d'orchestra svizzero († 2001)
- 10 maggio - Vittorio Vargiu, partigiano italiano († 1944)
- 11 maggio - John Michael Hayes, sceneggiatore e giornalista statunitense († 2008)
- 11 maggio - Eno Mucchiutti, baritono italiano († 2019)
- 11 maggio - Salvatore Sciascia, editore italiano († 1986)
- 12 maggio - Pierre Brambilla, ciclista su strada e dirigente sportivo italiano († 1984)
- 12 maggio - Aimé Michel, scrittore e filosofo francese († 1992)
- 12 maggio - David Mountbatten, nobile inglese († 1970)
- 12 maggio - Wu Wenjun, matematico cinese († 2017)
- 13 maggio - Ove Nielsen, cestista e pallamanista danese († 1977)
- 13 maggio - Italo Salvadori, calciatore italiano
- 14 maggio - Emile de Antonio, regista, produttore cinematografico e attore statunitense († 1989)
- 14 maggio - Denis Cannan, drammaturgo e sceneggiatore britannico († 2011)
- 14 maggio - Mario Leporatti, partigiano italiano († 2007)
- 14 maggio - Ivo Tesi, calciatore italiano
- 15 maggio - Eugenia Charles, politica dominicense († 2005)
- 15 maggio - Robert W. McNair, militare canadese († 1971)
- 15 maggio - Mario Polak, calciatore e allenatore di calcio italiano († 1991)
- 16 maggio - Francesco Arina, politico italiano († 2006)
- 16 maggio - Tino Ausenda, ciclista su strada italiano († 1976)
- 16 maggio - Liberace, attore, pianista e personaggio televisivo statunitense († 1987)
- 16 maggio - Richard Mason, scrittore, produttore cinematografico e regista inglese († 1997)
- 16 maggio - John Arthur Thomas Robinson, teologo inglese († 1983)
- 16 maggio - Gisela Uhlen, attrice tedesca († 2007)
- 17 maggio - Antonio Aguilar, cantautore, attore e produttore cinematografico messicano († 2007)
- 17 maggio - Raúl Castro Nilson, pallanuotista uruguaiano
- 17 maggio - Irv Comp, giocatore di football americano statunitense († 1989)
- 17 maggio - Franco Ferraris, tuffatore italiano
- 17 maggio - Riccardo Alberto Villa, calciatore italiano
- 17 maggio - Joseph Weber, fisico e docente statunitense († 2000)
- 18 maggio - Margot Fonteyn, ballerina britannica († 1991)
- 18 maggio - Elsa Irigoyen, schermitrice argentina († 2001)
- 18 maggio - Ralph Kaplowitz, cestista statunitense († 2009)
- 18 maggio - Jimmy Whitfield, calciatore inglese († 1984)
- 19 maggio - Arvid Andersson, sollevatore svedese († 2011)
- 19 maggio - Georgie Auld, sassofonista e clarinettista canadese († 1990)
- 19 maggio - Sonny Boswell, cestista statunitense († 1964)
- 19 maggio - Hermann Eppenhoff, allenatore di calcio e calciatore tedesco († 1992)
- 19 maggio - Giorgio Fuà, economista italiano († 2000)
- 19 maggio - Dory Funk, wrestler statunitense († 1973)
- 19 maggio - Mitja Ribičič, politico jugoslavo († 2013)
- 19 maggio - Francesco Rossi, calciatore italiano († 2000)
- 20 maggio - Lorenzo Fava, ufficiale e partigiano italiano († 1944)
- 20 maggio - Gustaw Herling-Grudziński, scrittore, giornalista e saggista polacco († 2000)
- 20 maggio - Jozo Lozovina Mosor, rivoluzionario croato († 1946)
- 20 maggio - Concetto Maugeri, artista italiano († 1951)
- 20 maggio - Cesarina Seppi, pittrice italiana († 2006)
- 21 maggio - Anna Arena, attrice italiana († 1974)
- 21 maggio - Luigi Vitto, calciatore e allenatore di calcio italiano († 1981)
- 22 maggio - Ivo Giovanelli, pallanuotista jugoslavo († 2009)
- 22 maggio - Douglas Heyes, regista, sceneggiatore e scrittore statunitense († 1993)
- 22 maggio - Edwin Leather, politico e scrittore canadese († 2005)
- 22 maggio - Paul Vanden Boeynants, imprenditore e politico belga († 2001)
- 23 maggio - Frank Beaty, cestista statunitense († 1985)
- 23 maggio - Betty Garrett, attrice statunitense († 2011)
- 24 maggio - Herbie Fields, clarinettista e sassofonista statunitense († 1958)
- 24 maggio - Elmer Jacob Reese, astronomo statunitense († 2010)
- 25 maggio - Charlie Fuller, calciatore inglese († 2004)
- 25 maggio - Frans Leenen, ciclista su strada belga († 2006)
- 25 maggio - Gino Negri, compositore italiano († 1991)
- 25 maggio - Camillo Ripamonti, politico e ingegnere italiano († 1997)
- 25 maggio - Raymond Smullyan, matematico, filosofo e scrittore statunitense († 2017)
- 26 maggio - Rubén González, pianista cubano († 2003)
- 26 maggio - Calvin Jackson, pianista e compositore statunitense († 1985)
- 27 maggio - Emvin Cremona, artista maltese († 1987)
- 27 maggio - Andrzej Nowicki, filosofo polacco († 2011)
- 27 maggio - Athos Panciroli, calciatore italiano († 1987)
- 27 maggio - Jenny Zanelli, schermitrice italiana
- 28 maggio - Lauri Törni, militare finlandese († 1965)
- 29 maggio - Giorgio Labò, partigiano italiano († 1944)
- 29 maggio - Giovanni Rossetti, calciatore italiano († 1987)
- 30 maggio - René Barrientos Ortuño, generale e politico boliviano († 1969)
- 30 maggio - Dirk Albert Hooijer, naturalista olandese († 1993)
- 30 maggio - Eric Lomax, scrittore e militare scozzese († 2012)
- 31 maggio - Joë Jaunay, allenatore di pallacanestro francese († 1993)
- 31 maggio - Nils Katajainen, militare e aviatore finlandese († 1997)
- 31 maggio - Giuseppe Lo Presti, militare e partigiano italiano († 1944)
- 31 maggio - Mario Migliardi, compositore, pianista e direttore d'orchestra italiano († 2000)